# Koma
Koma (救命S, lett. "lett. Aiuto"), noto anche con il titolo Koma - Vittima di una preda, è un film del 2004 diretto da Law Chi-Leung.

## Trama
La vita della timida Chi-ching, felicemente fidanzata con il coetaneo Raymond, viene letteralmente sconvolta da Suen Ling, una ragazza con cui a insaputa di Chi-ching l'uomo intrattiene una relazione basata interamente sul sesso. In aggiunta a questo, Chi-ching inizia a sospettare che Suen Ling sia la responsabile di un caso di traffico d'organi a cui la polizia stava nel frattempo indagando, e alcune telefonate minatorie fatte da Suen Ling – gelosa del rapporto con Raymond – alla ragazza sembrano confermare la sua teoria. Quando tuttavia sta per essere aggredita da una misteriosa figura, è però proprio Suen Ling a salvarla, ed entrambe – dopo aver provato a mettersi l'una nei panni dell'altra – intraprendono un bel rapporto di amicizia; in realtà, Suen Ling nasconde ben altre motivazioni per voler rimanere vicina a Chi-ching.

## Distribuzione
Ad Hong Kong Koma è stato distribuito a partire dal 22 aprile 2004; anche in Italia la pellicola ha goduto di una distribuzione cinematografica a cura della Italian International Film, a partire dal 1º luglio 2005.

### Edizione italiana
Il doppiaggio italiano di Koma è stato curato dalla Multimedia Network, su dialoghi di Sabrina Merlini e direzione del doppiaggio di Enzo Bruno.